# Sztuka romańska

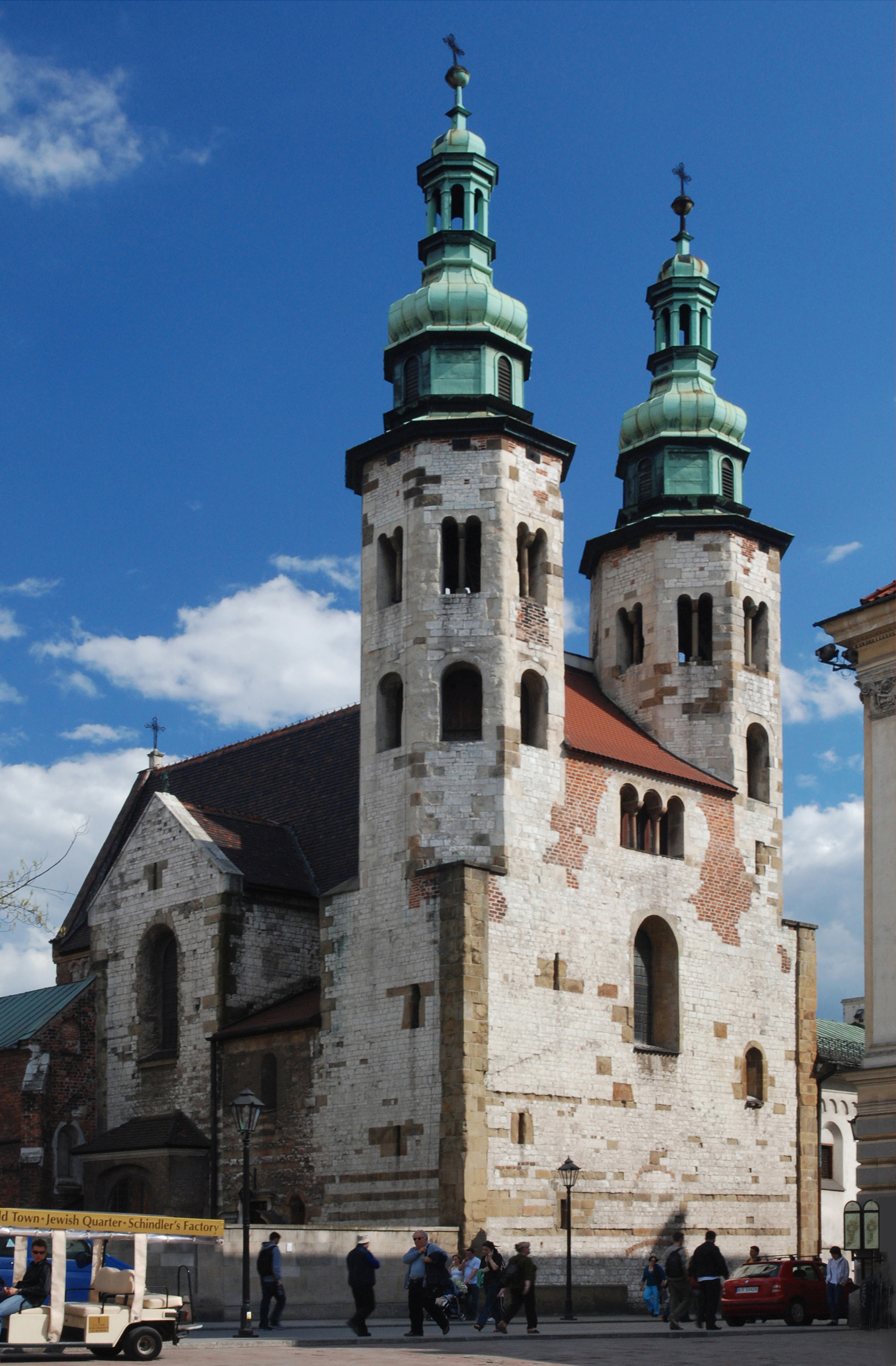
Romański kościół św. Andrzeja w Krakowie, 1079–1098 (2009)

Sztuka romańska (styl romański, romanizm, romańszczyzna) – styl w sztukach plastycznych XI–XIII wieku, ukształtowany w Europie zachodniej (na zachód od Renu), na terenach zajmowanych obecnie przez dzisiejsze północne Włochy, Francję i zachodnie Niemcy. Wkrótce zasięgiem nowego stylu objęte zostały kolejne tereny Europy i wraz z prowadzonymi wyprawami krzyżowymi przeniknął na Bliski Wschód. Czas trwania sztuki romańskiej był niejednolity; występowały także różnice w stylu między poszczególnymi regionami. Sztuka ta wyrosła na bazie antyku oraz doświadczeń sztuki karolińskiej i ottońskiej, także bizantyńskiej. Romanizm związany był z działalnością Kościoła katolickiego i stąd obecny był w głównej mierze w sztuce sakralnej.

## Romanizm w Europie

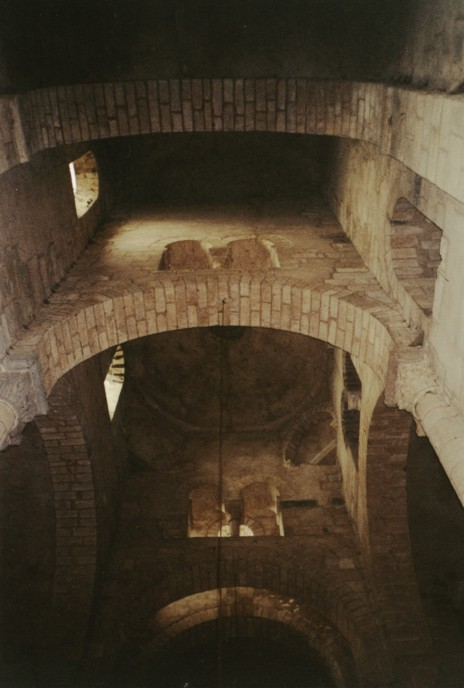
Wnętrze kościoła romańskiego (Saint-Saturnin, Francja)

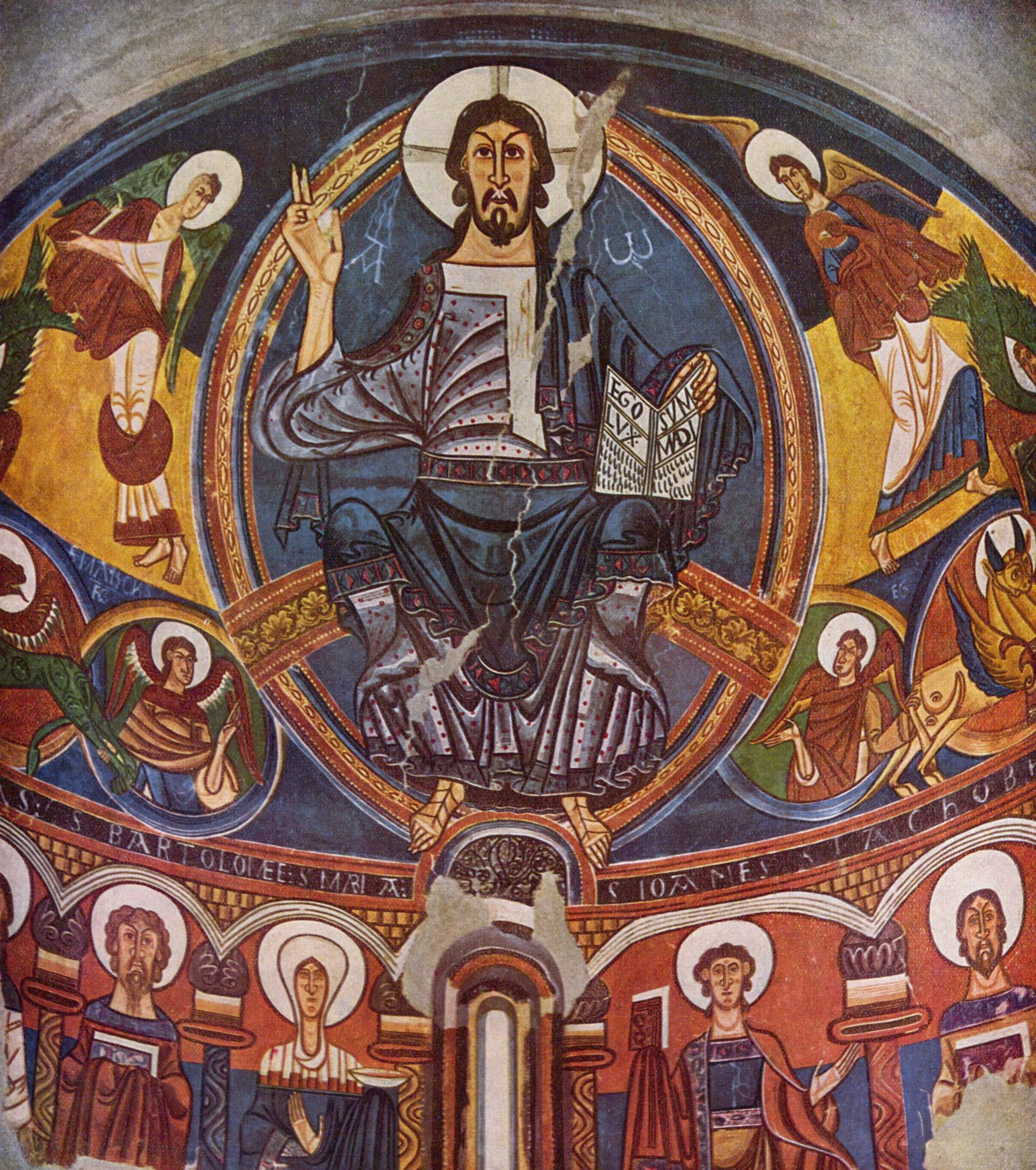
Malowidło z absydy kościoła w Taüll, Hiszpania

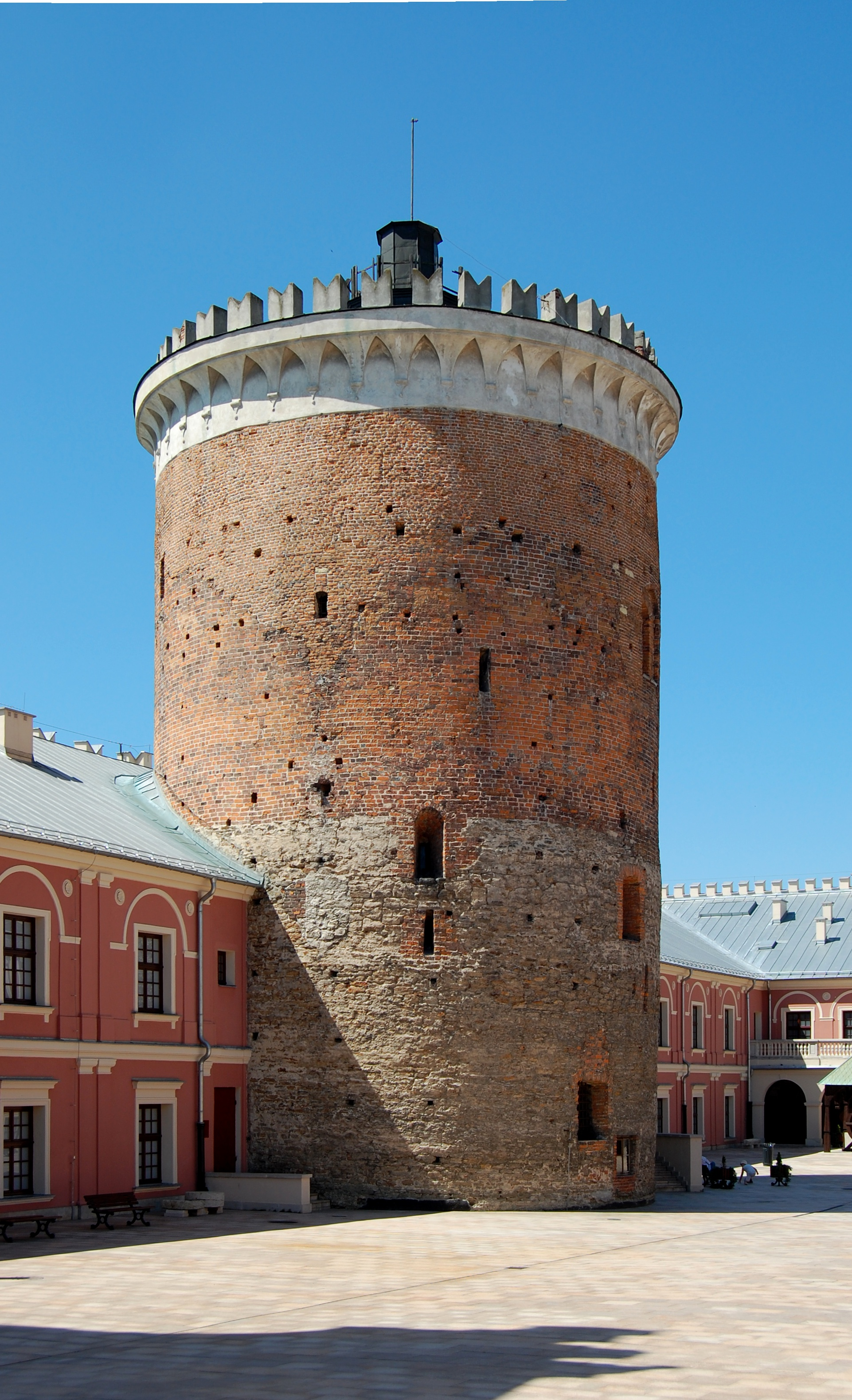
XIII-wieczny donżon na Zamku w Lublinie.

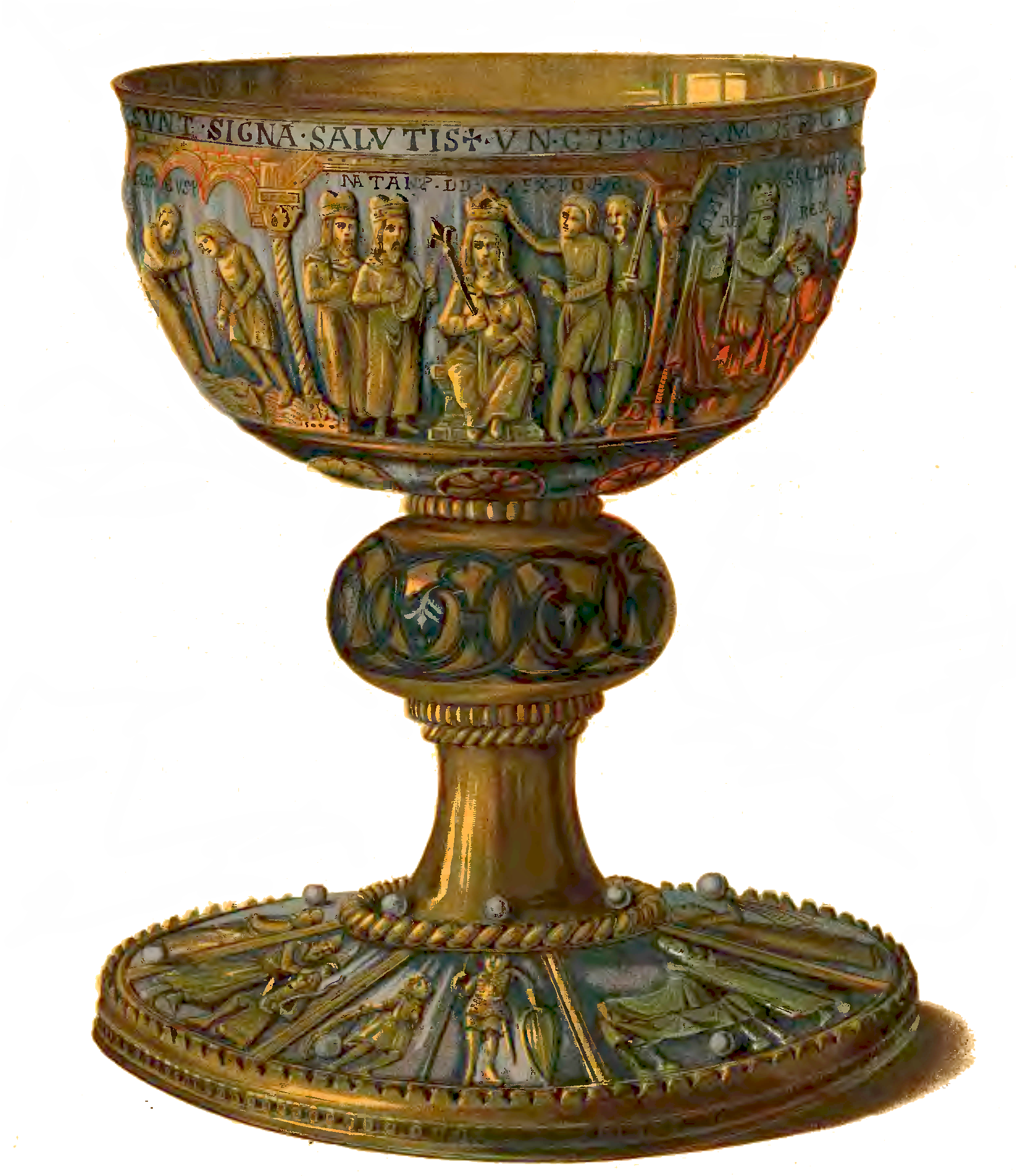
Kielich królewski z Trzemeszna

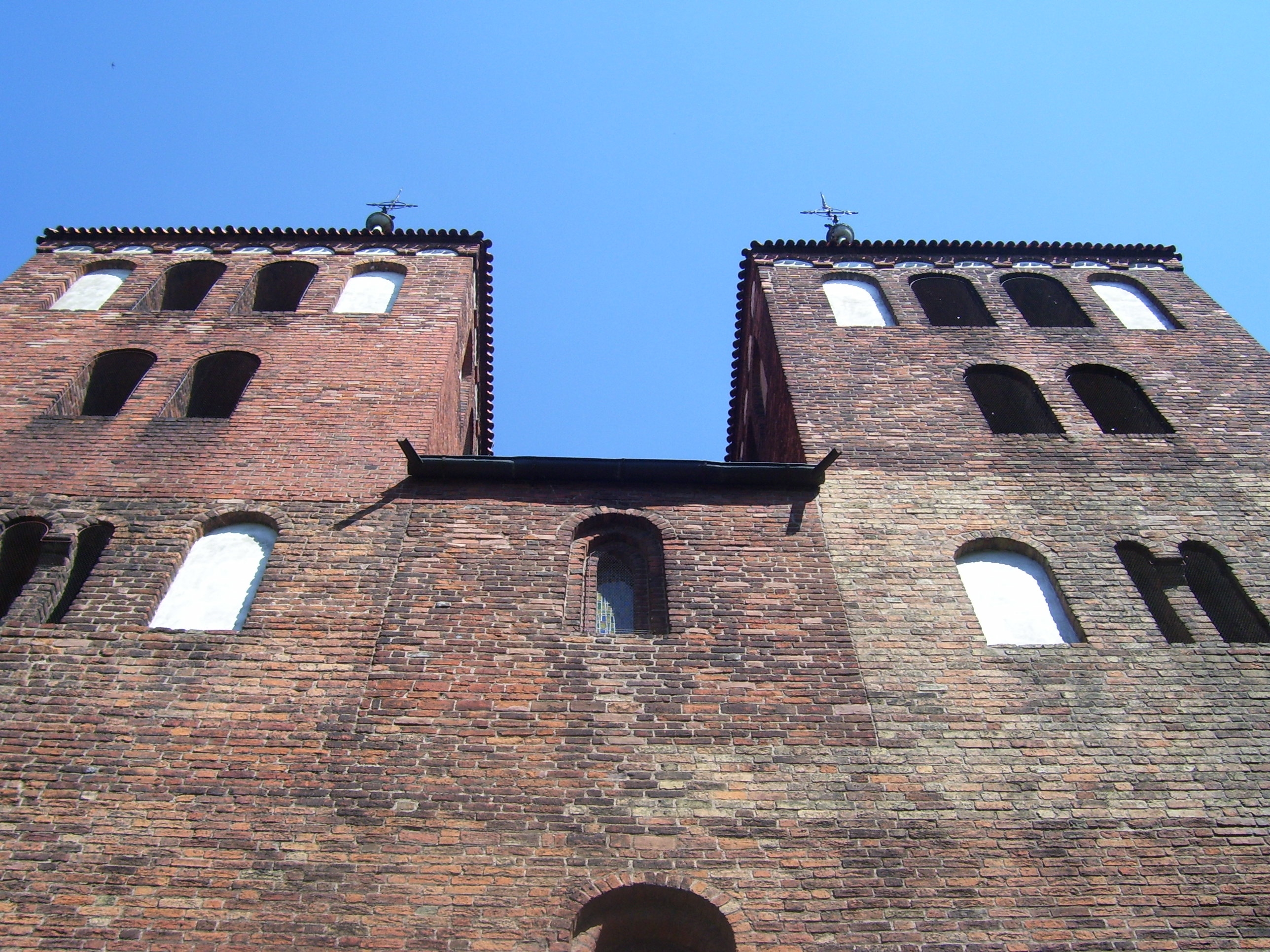
Fasada kościoła Imienia NMP w Inowrocławiu

Architektura romańska rozwijała się od X do XIII wieku w nowo powstających krajach Europy. Termin „romańska” został wprowadzony dopiero w XIX wieku, najpierw w filologii dla określenia grupy języków wywodzących się z łaciny, później dla sztuki i architektury powstałych po ponownym zainteresowaniu się sztuką starożytnego Rzymu. Okres trwania architektury romańskiej jest umowny i przyjmowany różnie w poszczególnych państwach. Najtrudniej jest określić moment przejścia od architektury wczesnego chrześcijaństwa do romańskiej we Włoszech. Przyjmuje się, że pod tym względem Francja i Niemcy wyprzedziły Włochy. Tak samo mało precyzyjnie określa się moment zakończenia epoki romańskiej. Najwcześniej, bo już w połowie XII wieku, od tego stylu odeszli budowniczowie we Francji, w innych krajach Europy okres romański trwał jeszcze przez prawie cały wiek. Na ziemiach polskich pojedyncze rotundy romańskie powstały jeszcze w pierwszej połowie XIV w. (w Stroni k. Oleśnicy oraz w Grzegorzowicach w woj. świętokrzyskim).
Po przekroczeniu 1000 roku, który wydawał się ludziom żyjącym na przełomie wieków momentem szczególnym, rozpoczęto na szeroką skalę wznoszenie nowych kościołów. Budownictwo sakralne odegrało największą rolę w kształtowaniu się nowego stylu architektonicznego, nazwanego stylem romańskim. Kościoły były wtedy ośrodkami kultu oraz spełniały funkcję obronną, dając schronienie podczas oblężeń. Użycie kamienia, jako budulca i obronny charakter budowli, wpływały na kompozycję brył architektonicznych. Kościół romański to budynek złożony z prostych brył (prostopadłościanów, walców, ostrosłupów) o surowym, ciężkim i monumentalnym charakterze. Grube mury i wąskie otwory okienne i drzwiowe, masywne wieże, podkreślają obronność założeń. Rzeźba i malarstwo są podporządkowane architekturze. Ponowne zainteresowanie się architekturą klasyczną i znaczny rozwój sztuki budowlanej, pozwoliły na powstanie wielu monumentalnych dzieł. Nie powielano jednak wzorów antycznych. Na kształtowanie się architektury romańskiej, oprócz architektury starożytnego Rzymu znaczny wpływ wywarły architektura wczesnego chrześcijaństwa i architektura przedromańska, a zwłaszcza sztuka okresu karolińskiego. Zasięg architektury romańskiej przekroczył granice Cesarstwa Zachodniego, obejmując także Europę Środkowo-Wschodnią i Skandynawię. Jej wzorce wraz z krucjatami dotarły także do Syrii i Palestyny. W okresie romańskim po raz pierwszy od czasów starożytnych ukształtował się w miarę jednolity styl, obejmujący swoim wpływem tak duży obszar.

### Malarstwo i rzeźba
Rzeźba romańska wykonywana była najczęściej z kamienia, rzadziej z drewna i brązu. Charakterystyczną jej cechą było to, że była nierozerwalnie związana z architekturą. Najczęściej wypełniała miejsca na portalach, w tympanonach i zagłębieniach muru. Umieszczano ją również na kapitelach i trzonach kolumn. Tematyką rzeźby romańskiej były przede wszystkim hagiografia oraz sceny ze Starego Testamentu, przeplatane motywami roślinnymi i zwierzęcymi. Często rzeźbiono również Biblia Pauperum. W rzeźbie romańskiej stosowano tzw. prawo ram, które kazało komponować postacie ludzkie tak, aby mieściły się one w polu przedstawienia. Efektem tego prawa były nierealistyczne proporcje przedstawianych sylwetek.
Rzeźba jest podporządkowana architekturze. Głównym jej zadaniem staje się ukazanie Boskiego tryumfu nad złem. Koncentrowała się przede wszystkim w tympanonach nad portalami, gdzie zazwyczaj przedstawiano postać Chrystusa. Bogata i ekspresyjna oraz silnie zróżnicowana powstała we Francji (np. Moissac, Vézelay, Souillac) czasem obejmowała całą fasadę (Poitiers). Szczytowym osiągnięciem stylu romańskiego jest dekoracja rzeźbiarska katedry w Autun, dzieło Gislebertusa. Znakomitym twórcą późnoromańskiej rzeźby we Włoszech był Benedetto Antelami. W Niemczech pojawiły się rzeźby niezwiązane z architekturą (brązowy krucyfiks z Werden).
Malarstwo także pozostawało na usługach doktryny Kościoła. Malowidła ścienne wypełniały ściany kościołów, we Włoszech popularne były przedstawienia w postaci mozaik. Pozostałości są zachowane w licznych kościołach Francji (Saint-Savin-sur-Gartemp), Niemiec (Schwarzrheindorf), północnej Hiszpanii (Taüll), Włoch (S. Angelo in Formis, mozaiki w Wenecji i Palermo).
Również rękopisy wykonywane i ozdabiane w skryptoriach osiągnęły wysoki poziom artystyczny, zwłaszcza popularne iluminacje reprezentacyjnych dzieł.

## Romanizm w Polsce

### Architektura romańska w Polsce
W Polsce jest to najstarsza architektura, związana z początkami państwowości, stąd często jej surowsza i prostsza forma – przeważnie spotyka się małe kościoły salowe kryte stropem, z prosto zamkniętym prezbiterium. Architektura romańska w Polsce kształtowała się pod wpływami niemieckimi i czeskimi.
Początek rozwoju sztuki romańskiej przypada na okres po restytucji monarchii przez Kazimierza I Odnowiciela (1038–1058). W XI wieku powstały, zachowane w niewielkim stopniu, katedry w Poznaniu, II katedra w Gnieźnie i dwuchórowa II katedra w Krakowie, kościoły benedyktynów w Tyńcu i Mogilnie, kolegiata Św. Andrzeja w Krakowie. Jej moment szczytowy to XII wiek, powstały wówczas kolegiaty w Kruszwicy, Opatowie, Tumie koło Łęczycy, kościoły: kanoników regularnych, Kolegiata Św. Michała  w Płocku   i norbertanek w Strzelnie, jednonawowy Kościół Imienia Najświętszej Maryi Panny w Inowrocławiu, niewielkie kościoły możnowładcze z emporą po stronie zachodniej (Żarnów, Inowłódz); okres schyłkowy przypada na pierwszą połowę XIII wieku. Największy rozmach miały budownictwo realizowane przez cystersów (Wąchock, Koprzywnica, Sulejów) i odmienne stylistycznie na Śląsku (Trzebnica); w tym czasie powstały pierwsze budowle ceglane (kościół Św. Jakuba w Sandomierzu, Kościół św. Andrzeja w Szprotawie); najwybitniejsze dzieła rzeźbiarskie to dekoracja portalu w Czerwińsku, tympanony fundacyjne ze Strzelna, Wrocławia i Trzebnicy, a przede wszystkim kolumny z kościoła Norbertanek w Strzelnie oraz brązowe Drzwi Gnieźnieńskie. Do unikatowych dzieł zaliczana jest ryta i impastowana posadzka w krypcie kolegiaty wiślickiej. W dwóch polach otoczonych bordiurą ozdobioną ornamentem o motywach roślinnych i zwierzęcych przedstawiono modlące się trzy postacie. W polu bliżej ołtarza przedstawiony jest kapłan w otoczeniu starca i chłopca. Obok widnieje napis: „Ci pragną być deptani, aby kiedyś móc wznieść się do gwiazd”. Na drugim polu wyryto postacie mężczyzny, kobiety i dziecka. Najprawdopodobniej jest to fundator posadzki z żoną i synem. Płyta wykonana jest z gipsu, a ryty wypełnia masa barwiona węglem drzewnym.

### Malarstwo
W Polsce malarstwo ścienne raczej się nie zachowało, jednym z nielicznych przykładów jest np. Czerwińsk nad Wisłą. Doskonale przetrwały natomiast iluminowane rękopisy (Sakramentarz tyniecki, Ewangeliarz emmeramski, Kodeks Pułtuski); przykładami sztuki złotniczej są kielichy z Trzemeszna i Czerwińska, kielich i patena Konrada I Mazowieckiego z Płocka oraz rękojeść miecza zwanego Szczerbcem i oprawa Ewangeliarza Anastazji.